# Al Hoceima nationalpark
Al Hoceima nationalpark är en nationalpark i Marocko. Den ligger i den nordöstra delen av landet, 280 km nordost om huvudstaden Rabat. Al Hoceima nationalpark ligger 382 meter över havet.